# Summer '03
Summer '03 è un film del 2018 diretto da Becca Gleason.

## Trama
Le vacanze estive della sedicenne Jamie Winkle sono sconvolte dall'improvvisa morte della nonna Dotty, la quale in punto di morte fa alcune sconvolgenti rivelazioni come la verità sulla nascita di suo figlio, il fatto che odiasse la nuora ebrea e il fatto che Jamie sia stata battezzata in segreto. La donna, inoltre, dà alla nipote consigli inaspettati sul sesso.
Le rivelazioni della nonna fanno una forte impressione su Jamie, la quale, con grande dispiacere della madre, inizia a frequentare una chiesa, soprattutto perché attratta da Luke, un giovane e attraente seminarista.

## Produzione
Le riprese del film sono iniziate il 19 settembre 2017 ad Atlanta, Georgia.

## Distribuzione
Il film è stato presentato in anteprima al South by Southwest il 10 marzo 2018. Il film è stato distribuito nei cinema il 28 settembre 2018 dalla Blue Fox Entertainment.

## Accoglienza

### Incassi
Nel suo primo weekend di proiezione il film ha incassato 4.174 dollari. In totale il film ha incassato ai botteghini 11.746 dollari.

## Riconoscimenti[6]
- 2018 - South by Southwest
  - Nomination SXSW Gamechanger Award a Becca Gleason
  - Nomination SXSW Grand Jury Award a Becca Gleason
- 2018 - Cleveland International Film Festival
  - Nomination Local Heroes Competition a Becca Gleason
  - Nomination ReelWomenDirect Award for Excellence in Directing by a Woman a Becca Gleason
- 2018 - Napa Valley Film Festival
  - Best Verge Film